# Tuhala (Fluss)
Der Fluss Tuhala (estnisch Tuhala jõgi) fließt im Norden der Republik Estland.
Er entspringt am östlichen Rand des Moors von Mahtra unweit des Dorfes Kirivalla (Landgemeinde Kõue im Kreis Harju). Er durchquert das Moor von Järlepa.
Der Tuhala Fluss mündet in den Fluss Pirita, dessen linker Nebenfluss er ist. Der Fluss ist nach dem Dorf Tuhala benannt, an dessen historischem Gutshaus er vorbeifließt.
Der Tuhala jõgi ist 26 km lang. 1,5 km des Flusses verlaufen unterirdisch. Sein Einzugsgebiet umfasst 112 km².
Der Fluss ist auch unter den Namen Särge jõgi, Nõrava jõgi und Kata jõgi bekannt. 